# Dantian
Dantian (chinesisch 丹田, Pinyin Dāntián, W.-G. Tan-t'ien, Jyutping Daan1tin4 – „Zinnoberfeld“) ist ein Begriff aus dem Daoismus, der die „energetischen Zentren“ des Körpers bezeichnet. 

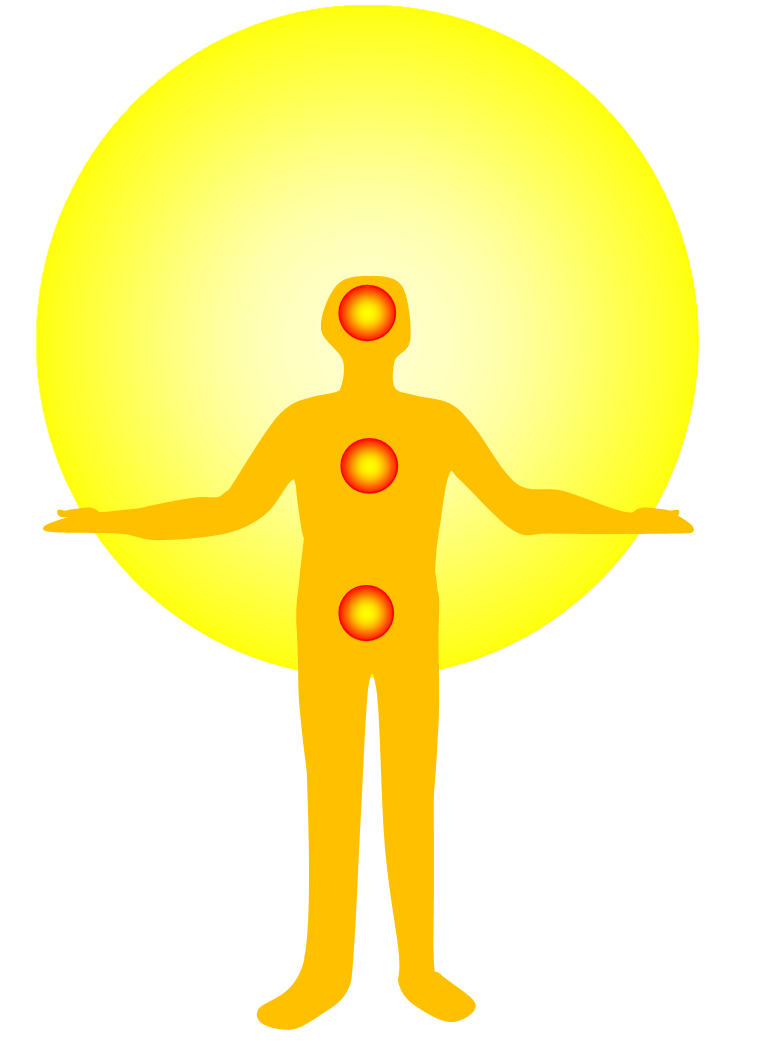
Dantians – 丹田穴

In der Lehre des Taijiquan und beim Qigong bezeichnet Dantian den energetischen Schwerpunkt eines Menschen. Beim Heilen, Energetisieren und bei der daoistischen Meditation wird die Aufmerksamkeit auf diese Regionen gelenkt. Die Dantian werden mit den daoistischen Begriffen von Vitalität, Energie und belebendem Geist assoziiert.
Im menschlichen Körper werden mehrere Dantian unterschieden. Die traditionell Wichtigsten sind:
1. Shang dantian – 上丹田, oberes Dantian: Über der Nasenwurzel, in der Mitte zwischen den Augenbrauen und entspricht dem Punkt "Ex-HN 03" (Extrapunkt).
2. Zhong dantian – 中丹田, mittleres Dantian: in der Mitte des Brustkorbes in etwa auf der Höhe der Brustwarzen und entspricht dem Punkt "KG 17" (Konzeptionsgefäß/Ren Mai).
3. Xia dantian – 下丹田, unteres Dantian: In der Region des Unterbauches, etwa 1,5 Cun (Breite von Zeige- und Mittelfinger) unterhalb des Bauchnabels;[2] um den Bauchnabel herum spricht man im Übrigen vom vorderen Dantian.

Das vierte und sogenannte hintere Dantian (Hou dantian – 後丹田 / 后丹田) befindet sich am Rücken, etwa in Höhe des 2./3. Lendenwirbels auf dem Akupunkturpunkt Mingmen – 明門穴 / 明门穴 und entspricht dem Punkt "LG 04" („Lenkergefäß“ – Du Mai – 度脈穴 / 度脉穴). Es zählt nicht zu den traditionellen Dantian, ist aber bedeutend für Übungen im Qigong.
Bei den Dantian handelt es sich nicht um bestimmte Punkte im Körper, sondern um Regionen, die auch in den traditionellen Kampfkünsten von Bedeutung sind.
Das untere Dantian entspricht dem Punkt "KG 6" („Konzeptionsgefäß“ – Ren Mai – 任脈穴 / 任脉穴) der Meridianlehre der Traditionellen Chinesischen Medizin. Es wird als wichtigstes Zentrum der Energie im Körper angesehen und als Sitz des Qi, als energetischer Schwerpunkt des Körpers. Heilung soll der Tradition nach durch Arbeit mit dem Qi erfolgen, das wieder in Fluss gebracht und gepflegt werden soll, um sein Gleichgewicht wiederherzustellen.
Ein zentrales Ziel taoistischer Praktiken, etwa Dao Yin, Qigong, ist es, das Qi zu aktivieren und zu lenken, was manchmal auch als ein „Erwachen“ des Qi beschrieben wird. Ein besonders relevantes Konzept im Taoismus ist die Öffnung des Dantian, der Energiespeicher im Körper. Es gibt drei Haupt-Dantian im Körper. In der taoistischen Alchemie gibt es die Vorstellung der inneren Alchemie (Neidan), die darauf abzielt, das Qi zu reinigen, zu verfeinern und es in den oberen Dantian zu leiten, was zu einer „Erleuchtung“ oder einem „Zustand höchster Bewusstseinsführung“ (Veränderter Bewusstseinszustand) führen kann. Dies könnte als eine Art „Erhebung“  des Qi betrachtet werden, ähnlich der Vorstellung von Kundalini, die entlang der Wirbelsäule aufsteigt.
Das Ziel des taoistischen Prozesses ist weniger ein dramatisches „Erwachen“  oder eine plötzliche Erhebung, sondern eine langsame und harmonische Kultivierung von innerer Ruhe, Balance und Energiefluss. Aber auch hier kann es zu tiefen, transzendenten Erfahrungen kommen, wenn das Qi in den verschiedenen Dantian aktiviert wird.